# Танагра маскова

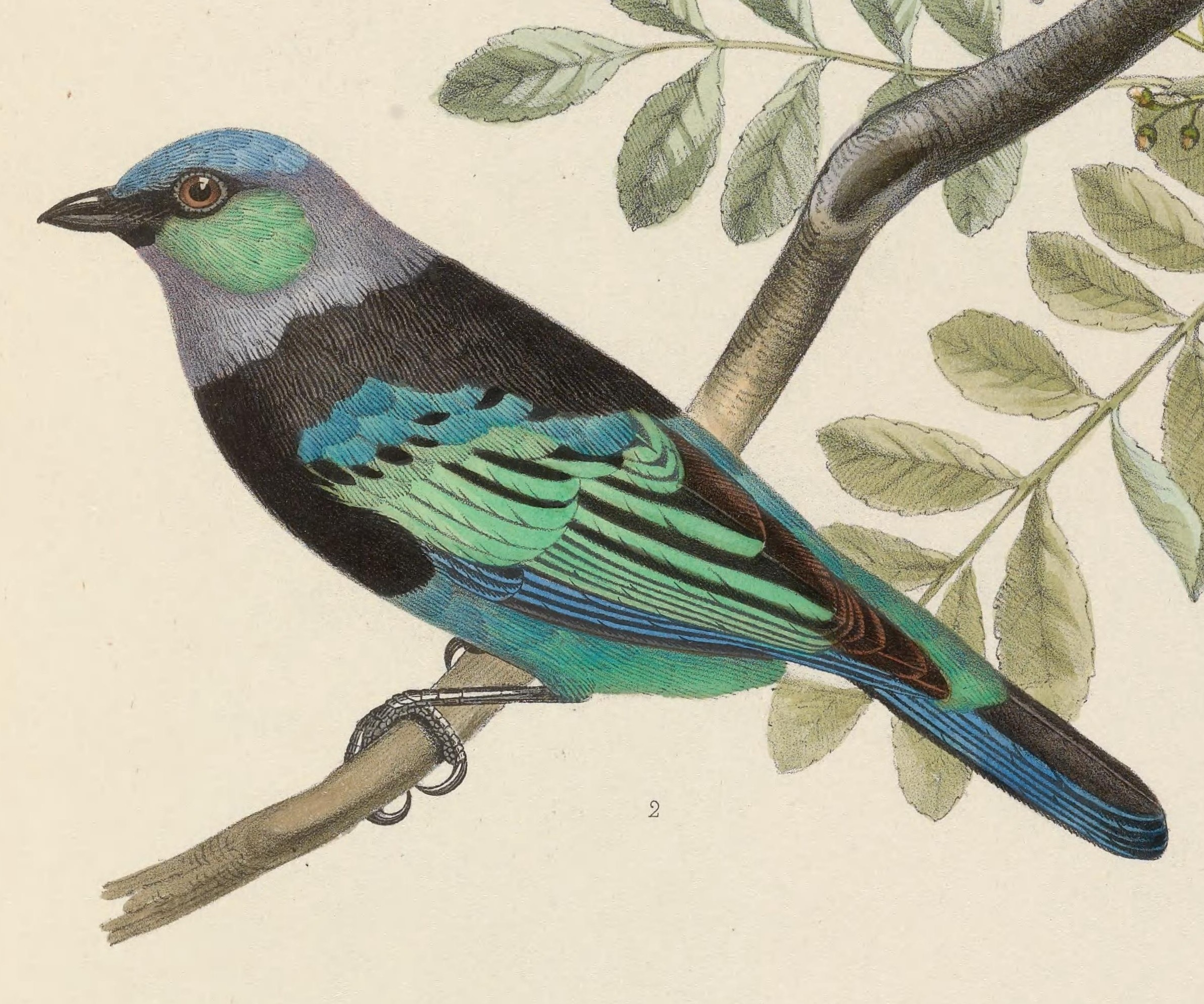
Маскова танагра

Тана́гра маскова (Stilpnia nigrocincta) — вид горобцеподібних птахів родини саякових (Thraupidae). Мешкає в Південній Америці.

## Поширення і екологія
Маскові танагри мешкають на півночі Гаяни, у Венесуелі, Бразильській Амазонії, на сході і півдні Колумбії, на сході Еквадору і Перу та на півночі і в центрі Болівії. Вони живуть в кронах вологих рівнинних і заболочених тропічних лісів, на узліссях і галявинах та на плантаціях. Зустрічаються парами або невеликими зграйками, на висоті до 900 м над рівнем моря. Живляться плодами і комахами.